# Ковале (Ґданський повіт)
Ковале (пол. Kowale, нім. Kowall) — село в Польщі, у гміні Кольбуди Ґданського повіту Поморського воєводства.
Населення — 3152 особи (2011).
У 1975-1998 роках село належало до Гданського воєводства.

## Демографія
Демографічна структура станом на 31 березня 2011 року:
|          | Загалом | Допрацездатний вік | Працездатний вік | Постпрацездатний вік |
| -------- | ------- | ------------------ | ---------------- | -------------------- |
| Чоловіки | 1562    | 461                | 1043             | 58                   |
| Жінки    | 1590    | 389                | 1066             | 135                  |
| Разом    | 3152    | 850                | 2109             | 193                  |